# Bob Marshall
Œuvres principales
- Arctic Village (1933)

Robert "Bob" Marshall (2 janvier 1901 – 11 novembre 1939) est un garde forestier, écrivain et militant écologiste américain. Fils du riche avocat de droit constitutionnel et défenseur de l'environnement Louis Marshall, Bob Marshall a développé dès son enfance une passion pour le plein air. Il a visité les monts Adirondacks de nombreuses fois. Il s'est également rendu dans la nature sauvage de l'Alaska et est l'auteur de nombreux articles et publications, dont le best-seller de 1933 Arctic Village.
Marshall est mort d'insuffisance cardiaque à 38 ans. 25 ans plus tard, en partie en raison de ses efforts, la Wilderness Society a été chargée de passer le Wilderness Act, qui définit juridiquement les zones sauvages de grandes richesses naturelles des États-Unis et permet de protéger quelque neuf millions d'acres (36 000 km2) de terres fédérales. Aujourd'hui, Bob Marshall est considéré comme largement responsable de la préservation de la nature. Plusieurs sites et domaines, y compris le parc Bob Marshall Wilderness dans le Montana et le Mont Marshall dans le massif de l'Adirondacks ont été nommés en son honneur.

## Biographie

### Origines
Né à New York, Bob Marshall est le troisième d'une famille de quatre enfants dont les parents sont Louis Marshall (1856-1929) et Florence (née Lowenstein) Marshall (1873-1916). Son père, fils d'immigrant juif de Bavière, est un éminent spécialiste du droit constitutionnel et des droits des minorités. Il est également actif dans la communauté juive de Syracuse et fondateur de l'American Jewish Committee ; en 1891, il participe à une délégation nationale qui demande au président Benjamin Harrison d'intervenir en faveur des Juifs persécutés de Russie. Il aide à fonder Le College of Forestry de l'Université de Syracuse, maintenant SUNY-ESF. Sa mère, Florence Marshall, quant à elle, se consacre à sa famille, l'éducation des jeunes femmes juives et les travaux de plusieurs organisations juives de bienfaisance.
Dès son jeune âge, Bob Marshall se sent concerné par la défense de la nature ; il compte parmi ses héros d'enfance Meriwether Lewis et William Clark. Chaque été, de ses 6 mois à ses 25 ans, sa famille l'emmène visiter les monts Adirondacks, où il retournera par la suite fréquemment. Son plus jeune frère, George, décrit plus tard les voyages familiaux à Knollwood et leurs camps d'été sur Lower Saranac Lake à proximité des monts Adirondacks comme l'époque où ils « se sont éloignés des formalités et sont entrés dans un monde de liberté, de plantes et d'espaces verts, de légumes frais et de ciel bleu exaltant. Un monde de géants, de sapins élancés et de délicates fleurs roses, de cerfs et de moustiques. Un monde de pêche, orientant bateaux et vagabonds dans les bois ». 

### Études
Bob Marshall obtient, à New York, en 1919, un diplôme à la Ethical Culture School, l'école privée de Félix Adler. Il passe ensuite une année à l'Université Columbia avant de suivre une formation de garde forestier à l'Université de Syracuse en 1920, un métier qu'il souhaite faire depuis son adolescence. Il écrit à ce propos qu'il aurait « détesté passer une grande partie de [sa] vie enfermé dans un bureau ou dans une ville surpeuplée ». Il est dans un premier temps malheureux et en retrait à Syracuse, mais il reste connu pour sa réussite académique et marque par son individualité. Un ancien camarade de classe dit de lui qu'il « faisait toujours des choses que personne d'autre ne pensait à faire. Il prenait toujours des notes - à propos des monts Adirondacks, de ses meilleurs journées avec Georges et des douzaines d'autres évènements ».  
Bob Marshall s'implique dans un second temps dans la vie de son école forestière. Il devient membre de la société honorifique Alpha Xi Sigma ; il s'inscrit dans l'équipe d'athlétisme des élèves de première année de l'Université de Syracuse ; il participe également aux championnats universitaire et international junior de crosse. À la moitié de sa scolarité, il est élu délégué de classe et nommé rédacteur en chef adjoint de l'Empire Forester, l'Album de promotion de l'Université.  
En 1924, il obtient son diplôme en foresterie, avec mention très bien, terminant 4e d'une promotion de 59 élèves. Dans l'album de promotion universitaire de cette année-là, il est notamment décrit comme « un enfant passionné de statistiques et de sommets ensoleillés, un garçon capable de marcher des kilomètres pour trouver un endroit où patauger ». En 1925, il devient titulaire d'une maîtrise en foresterie à l'Université Harvard.
Marshall valide sa thèse (intitulée Une étude expérimentale sur les conséquences de l'eau dans le flétrissement des semis conifères) et reçoit son doctorat en 1930, sous la supervision du Dr Burton E. Livingston au Laboratoire de physiologie végétale Johns Hopkins. En février 1930, il publie un essai (intitulé Le problème de l'état sauvage) sur la défense de la préservation de la nature, reprenant et élargissant des thèmes qu'il avait déjà développé dans un précédent article (intitulé L'état sauvage, un droit minoritaire). Son essai est d'abord rejeté par 4 revues scientifiques avant d'être publié par The Scientific Monthly. Il deviendra une des œuvres scientifiques les plus importantes de Marshall, fréquemment cité comme un appel à l'action et aujourd'hui considéré comme un texte précurseur dans son domaine.

### Alpinisme
Tout au long de sa vie, Bob Marshall gardera une série de carnets de randonnée qu'il illustre avec des photographies et complète de statistiques. En 1915, il escalade sa première montage dans les monts Adirondacks, l'Ampersand Mountain (1 022 mètres d'altitude), avec son frère George et un ami de la famille, Herb Clark, également guide au Saranac Lake. Ce dernier, qui accompagne les frères Marshall dans la plupart de leurs voyages, leur apprendra l'art du travail du bois et de la navigation de plaisance.  

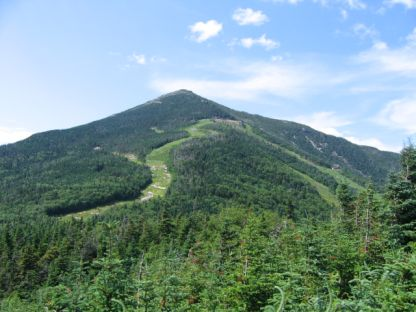
Whiteface Mountain, la la plus haute de New York et la 1re que Bob Marshall escalada dans les monts Adirondacks en 1918

En 1921, Bob et George Marshall, ainsi que Herb Clark, deviennent les premiers alpinistes à avoir escaladé 42 montagnes d'Adirondacks, dont certaines dépassent les 1 200 mètres d'altitude. Plusieurs d'entre elles étaient connues pour n'avoir jamais été gravies. Trois ans plus tard, en 1924, ils sont les premiers randonneurs à grimper au sommet des 46 montagnes d'Adirondacks (en anglais Adirondacks Forty-Sixters). 
En parallèle, Bob Marshall s'intéresse à la promotion de loisirs dans les monts Adirondacks. En 1922, il devient l'un des membres fondateurs de l'Adirondack Mountain Club (ADK), un organisme voué à la construction et l'entretien de sentiers dans la zone, ainsi qu'à l'enseignement de la randonnée dans le parc. En 1922, il prépare un guide de 38 pages, intitulé The High Peaks of the Adirondacks (les hauts sommets d'Adirondacks en français), basé sur ses premières expériences dans ces sommets. Dans son guide, il évoque son rejet de l'excès de civilisation, déclarant qu'il « est agréable en cette période de quitter la civilisation un moment et de retourner dans la nature ». Il y décrit également chaque sommet du parc et les classe en fonction de la « beauté de la vue et du plaisir de grimper ».  
En juillet 1930, Marshall et son frère George établissent un nouveau record dans les monts Adirondacks en escaladant 9 sommets en une journée.

### Garde Forestier et expérimentations en Alaska
Bob Marshall commence à travailler pour le Service public forestier en 1925. Il se fait assigner dans la station expérimentale Northern Rocky Mountain à Missoula, dans le Montana,. Ses recherches se concentrent alors sur les dynamiques de régénération forestière post-incendie alors qu'il a dû quelque temps auparavant combattre un incendie généralisé dans la forêt nationale de Kaniksu (Idaho). C'est en passant du temps avec des bûcherons et des pompiers et en observant leurs conditions de travail que Marshall déclare avoir appris des leçons essentielles concernant l'utilisation des ressources naturelles. C'est à cette époque qu'il développe une philosophie libérale et socialiste. Désireux d'aller en Alaska, il quitte son poste de garde forestier en 1928.

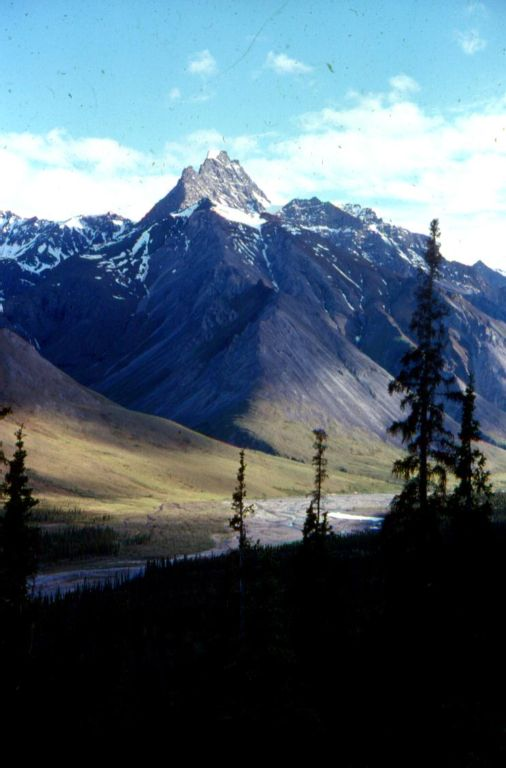
Mont Doonerak, une des plus hautes montagnes de la chaîne Brooks

En 1929, Marshall a 28 ans et n'a plus qu'un an devant lui pour terminer son doctorat en pathologie végétale pour l'Université Johns Hopkins de Baltimore. Il fait alors son premier voyage en Alaska, passant par le cours supérieur du fleuve Koyukuk et la chaîne Brooks. L'objectif scientifique de ce voyage est d'étudier la croissance des arbres à la limite nord des arbres, près de la fracture Arctique. Il reste 15 mois dans la petite ville de Wiseman et y loue une cabane d'une seule pièce à côté du seul relais routier de la zone. Amoureux de la région, il est l'un des premiers à l’explorer. Il nommera deux montagnes de la zone les Portes de l'Arctique.
Le 11 septembre 1929, son père meurt à Zurich, en Suisse, à l'âge de 73 ans. Sa mère étant déjà morte d'un cancer en 1916, ses 3 frères et lui se retrouvent avec un héritage d'une valeur de plusieurs millions de dollars. Alors indépendant financièrement, Bob Marshall continue tout de même à travailler. 
Il retourne en Alaska en août 1930. Il prévoit d'explorer la chaîne Brooks et de poursuivre ses recherches sur les arbres. Il décrit le village dans lequel il loge, Wiseman, à plus de 300 kilomètres au nord de Fairbanks, comme « la civilisation la plus heureuse [qu'il] ait vue ». Tissant des liens d'amitié avec un certain nombre d'habitants de la ville, il enregistre méticuleusement des heures de conversation. Il convainc également un certain nombre d'habitants, dont la plupart sont des hommes célibataires, de passer des tests d'intelligence. Il développe alors des statistiques en fonction de tous les aspects de leur vie, de leurs ressources financières à leur régime alimentaire en passant par leurs habitudes sexuelles. D'août 1930 à septembre 1931, il exploite et collecte des données. Il regroupe ses résultats dans un livre publié en 1933, Arctic Village, qui sera un best-seller de la sélection Literary Guild, et partage les bénéfices engrangés grâce à ce livre avec les habitants de Wiseman.

### Militantisme
Bob Marshall retourne sur la côté Est en septembre 1931. Outre Arctic Village, il écrit et publie divers articles sur la foresterie américaine. Il s'inquiète tout particulièrement de la déforestation et va jusqu'à écrire une lettre au président de l'Association de Foresterie Américaine, George D. Pratt.

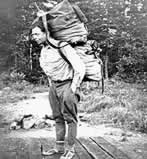
Marshall avec un équipement de camping

Peu de temps après son retour, Earle Clapp, directeur de recherches du Service forestier, lui demande d'aider à la mise en place de réformes de l'Industrie forestière et à la création d'une vision plus large de la gestion forestière nationale. Marshall déménage alors à Washington en septembre 1932 et commence à compiler une liste des zones dépourvues de routes aux États-Unis. Il envoie ses données aux forestiers régionaux et leur demande de conserver des zones de nature sauvage ; ils répondent tous négativement. Les dossiers de Marshall constituent l'amorce du Rapport Copeland qu'il considère comme le meilleur travail qu'il ait effectué. 
Bob Marshal se définit lui-même comme socialiste à partir de 1932-1933. Il déclare à cette époque à un de ses correspondants qu'il aimerait « sincèrement voir le socialisme mis en vigueur immédiatement et le système capitaliste éliminé ». Il s'engage alors dans la ligue des locataires sans emploi de Columbia (the Tenants Unemployed League of the District of Columbia), un groupe qui aide les chômeurs avec des problèmes de logement. Plus tard, il rejoint la lutte contre la réduction de l'aide fédérale à la recherche scientifique. Il sert en parallèle en tant que Président de la filiale à Washington de l'Union américaine pour les libertés civiles. En mars 1933, il se fait arrêter brièvement pour avoir participé à une manifestation du Front unique. Il n'oublie cependant pas ses principes environnementalistes et continue de réfléchir aux enjeux entourant les parcs nationaux et la nature sauvage. Au début des années 1930, il rejoint l'Association des parcs nationaux (National Parks Association), devenant par la suite membre de son conseil d'administration.
En août 1933, Marshall est nommé directeur de la Division forestière du Bureau des Affaires indiennes (BIA), un poste qu'il occupe pendant quatre ans. Il assiège alors le Gouvernement avec des lettres, des appels téléphoniques et des visites personnelles au nom du respect de la nature sauvage. Il se fait rapidement remarqué à Washington. L'une de ses dernières actions en tant que directeur de la Division forestière du BIA est de déclarer 4,8 millions d'acres (19 425 km2) de terres indiennes comme étant des zones préservées de toutes constructions routières, devant ainsi rester à l'état sauvage. 
Bob Marshall se dit de plus en plus préoccupé par l'empiètement de la civilisation sur les terres sauvages. Il déplore : « les sons de la forêt sont entièrement effacés par le rugissement des moteurs. L'odeur des aiguilles de pins, des fleurs, de l'herbe et de la terre fraîchement retournée est noyée dans la puanteur de l'essence. La sensation du vent qui caresse son visage ou d'un sol qui s'affaisse sous le pied est perdue ».

#### LaWilderness Society

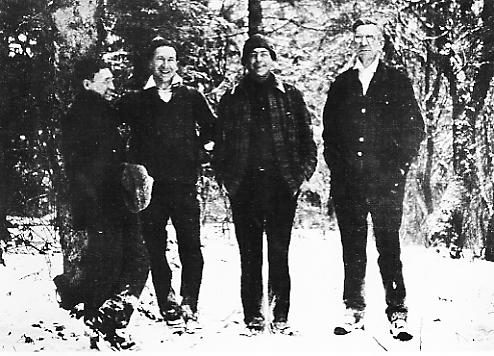
Les quatre fondateurs de la Wilderness Society : de gauche à droite : Bernard Frank, Harvey Broome, Bob Marshall et Benton MacKaye. Photo prise en janvier 1936

En 1934, Bob Marshall visite Knoxville, dans le Tennessee, et rencontre Benton MacKaye, créateur du Sentier des Appalaches. Avec Harvey Broome, un avocat de Knoxville, ils discutent de la création d'une organisation vouée à la préservation de la nature, déjà évoquée par Marshall en 1930. Bernard Frank, un garde forestier et collègue, les rejoint plus tard dans l'année et les aide dans la création de l'organisation. 
Le 21 janvier 1935, ils publient un dossier indiquant les raisons de la formation de leur organisation, qu'ils nomment la Wilderness Society. Ils invitent Aldo Leopold à présider l'association. Le premier Président de la Wilderness Society sera finalement Robert Sterling Yard. 
Durant les premières années de l'association, c'est Bob Marshal qui lui fournit la majeure partie de son financement, la plupart du temps sous la forme de dons anonymes. Son frère George s'implique également dans la Wilderness Society. 
Selon T.H Watkins, ancien rédacteur en chef du magazine de la société, Wilderness, avant la création de cette association, il n'y avait aucun « véritable mouvement » en faveur de la préservation de zones primitives et contre la construction de routes nationales sur des territoires sauvages. À l'occasion du 50e anniversaire de la Wilderness Society, il déclare qu'il est possible « d'argumenter sans trop de risque que Robert Marshall a fait plus pour la préservation de la nature sauvage que quiconque dans l'histoire ».

### Dernières années
Ses dernières années sont relativement productives. En mai 1937, il prend en charge la division Loisirs et Territoires du Service public forestier. Durant les deux années suivantes, il travaille sur deux grands projets afin de faciliter l'accès aux loisirs forestiers pour les personnes aux faibles revenus et de mettre en place un programme de mise en valeur des zones de nature sauvage dans les forêts nationales. Son biographe, James Glover, affirme que Marshall était alors probablement le premier fonctionnaire de haut rang à se battre sérieusement contre la discrimination dans les politiques de loisirs du Service forestier. 
En 1938, la Commission de la Chambre sur les activités non-américaines (House Un-American Activities Committee) annonce dans le New York Times que huit fonctionnaires fédéraux, parmi lesquels Bob Marshall, font l'objet d'une enquête en raison de leurs liens avec des organisations proches du communisme telles que la Ligue américaine pour la paix et la démocratie (American League for Peace and Democracy) ou l'Alliance ouvrière (Workers Alliance). Bob Marshall n'évoquera jamais cette enquête. Il effectue son dernier voyage en Alaska l'année suivante et fait la tournée des forêts occidentales. 

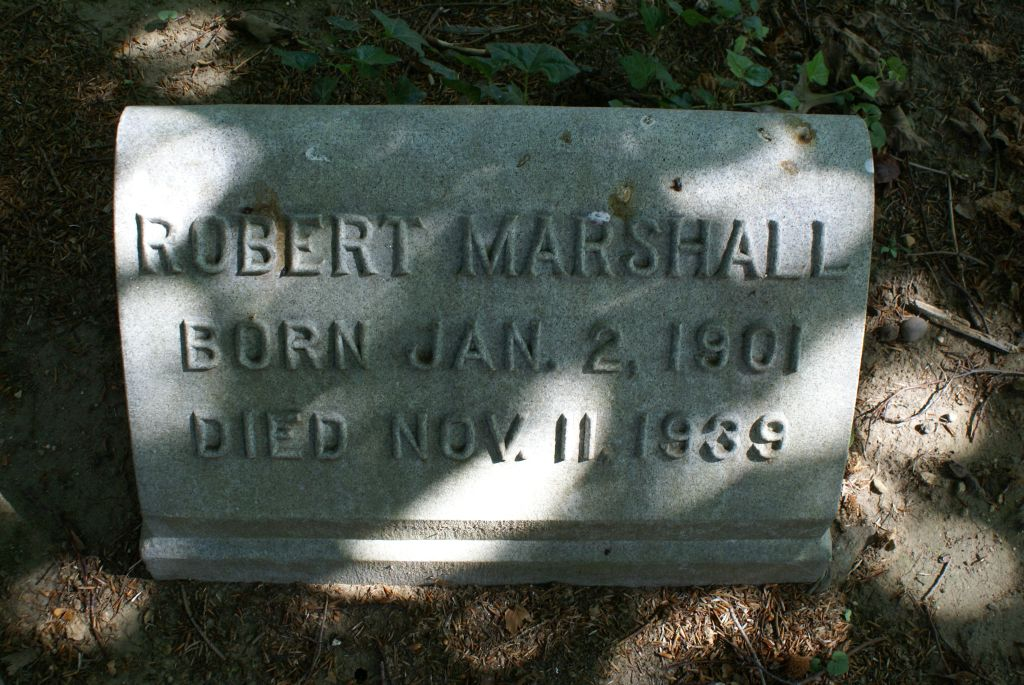
La pierre tombale de Bob Marshall

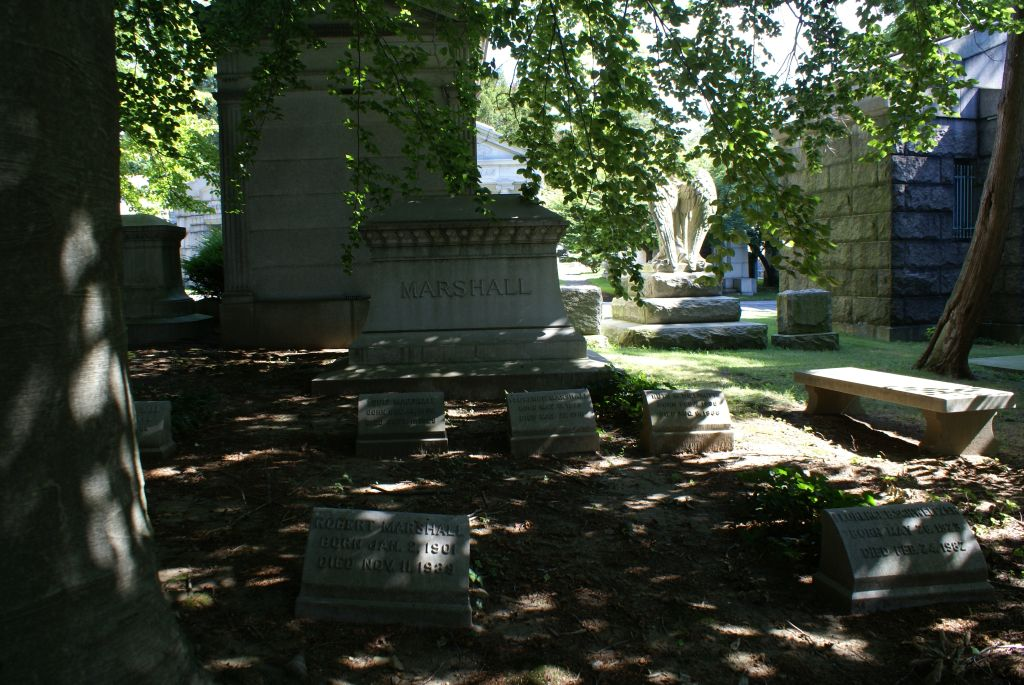
Le site funéraire ombragé de la famille Marshall

En septembre, alors qu'il est à Washington, son comité signe deux réglementations, les U-Regulations 1 et 2 (U-1 et U2), visant à protéger les zones de nature sauvage de la construction de routes, d'hôtels et tout autre édification ayant pour conséquence la destruction de la nature. 
Bob Marshall meurt le 11 novembre 1939 dans un train de nuit en provenance de Washington et à destination de New York. Alors âgé de 38 ans, il succombe d'une insuffisance cardiaque. Touché par la mort de son frère, George Marshall, qui vivra jusqu'à 96 ans, déclare : « La mort de Bob m'a brisé et est l'évènement le plus traumatisant de ma vie ». Bob Marshall est enterré dans un cimetière à Brooklyn, aux côtés de ses parents et de sa sœur Ruth (Putey) Marshall, décédée d'un cancer en 1936, à l'âge de 38 ans elle aussi.

### Après sa mort

#### Héritage
Célibataire, Bob Marshall lègue la quasi-totalité de sa fortune immobilière (équivalant à l'époque à 1,5 million de dollars) à différentes associations défendant trois causes qui l'ont suivi tout au long de sa vie : le socialisme, les libertés civiles et la préservation de la nature. Trois contrats de fiducie sont créés dans son testament. La moitié de sa fortune est ainsi consacrée à l'enseignement de la théorie de la production pour l'usage et non pour le profit ; un quart de sa fortune est consacré à la sauvegarde et à la promotion des libertés civiles ; le dernier quart est destiné à la préservation de la nature américaine. Le Fonds Marshall pour la nature sauvage est spécialement créé pour abriter ce dernier quart. Bob Marshall ne léguera de l'argent qu'à une personne physique, son vieil ami et guide Herb Clark, qui reçoit 10 000 dollars. 

#### Écrits posthumes
Son frère, George, publie en 1956 à titre posthume un livre écrit par Bob Marshall, Alaska Wilderness, Exploring the Central Brooks Range. Le livre devient un ouvrage précurseur dans son domaine, inspirant la mise en place des Portes du Parc national Arctique (Gates of the Arctic National Park). Ses écrits sur les monts Adirondacks sont publiés en 2006 par Lost Pond Press et édité par Phil Brown sous la forme d'une anthologie intitulée Bob Marshall in the Adirondacks: Writing of a Pioneering Peak-Bagger, Pond-Hopper and Wilderness Preservationist. Selon l'éditeur, le livre comprend « de nombreux témoignages de ses randonnées dans les hauts sommets et dans les vastes régions sauvages du sud de Cranberry Lake ».

#### Wilderness society

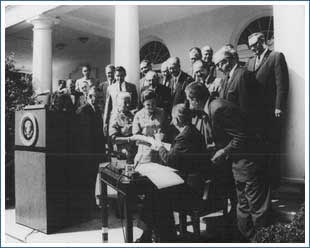
Le Président Lyndon Johnson signant le Wilderness Act en 1964

Depuis sa création, la Wilderness Society a aidé au passage de nombreuses lois et a contribué à la création de 109 millions d'acres de nature sauvage, préservés par le Système national de préservation de la nature. Le rêve de Marshall de voir la mise en place d'une protection permanente de la nature sauvage est devenu réalité 25 ans après sa mort quand le Président Lyndon B. Johnson a signé le Wilderness Act, le 3 septembre 1964 à la roseraie de la Maison-Blanche. La cérémonie est suivie par Alice Zahniser et Mardy Murie, les veuves de deux membres éminents de la Wilderness society. Écrit par Howard Zahniser, le projet de loi permet au Congrès américain de sélectionner des zones dans les forêts, les parcs, les refuges et autres terres nationales et de les déclarer intouchables par l'Homme. En définissant le concept de nature sauvage, Zahniser évoque Bob Marshall et déclare qu'à « l'inverse des zones où l'homme et ses propres créations dominent le paysage, la [nature sauvage] (Wilderness) est une région où la terre et la vie qu'elle comprend n'est pas entravée par l'homme, où l'homme même n'est qu'un visiteur et ne reste pas ». La signature de cet acte reste l'évènement le plus important de l'histoire de la Wilderness Society. Le prix le plus prestigieux de l'association est nommé en l'honneur de son créateur le prix Robert Marshall ; son premier lauréat est Sigurd F. Olson en 1981.

#### Hommages

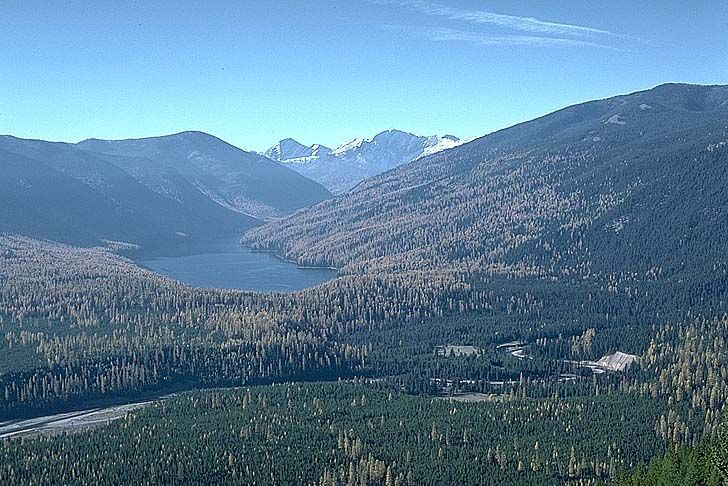
Un lac du parc Bob Marshall Wilderness

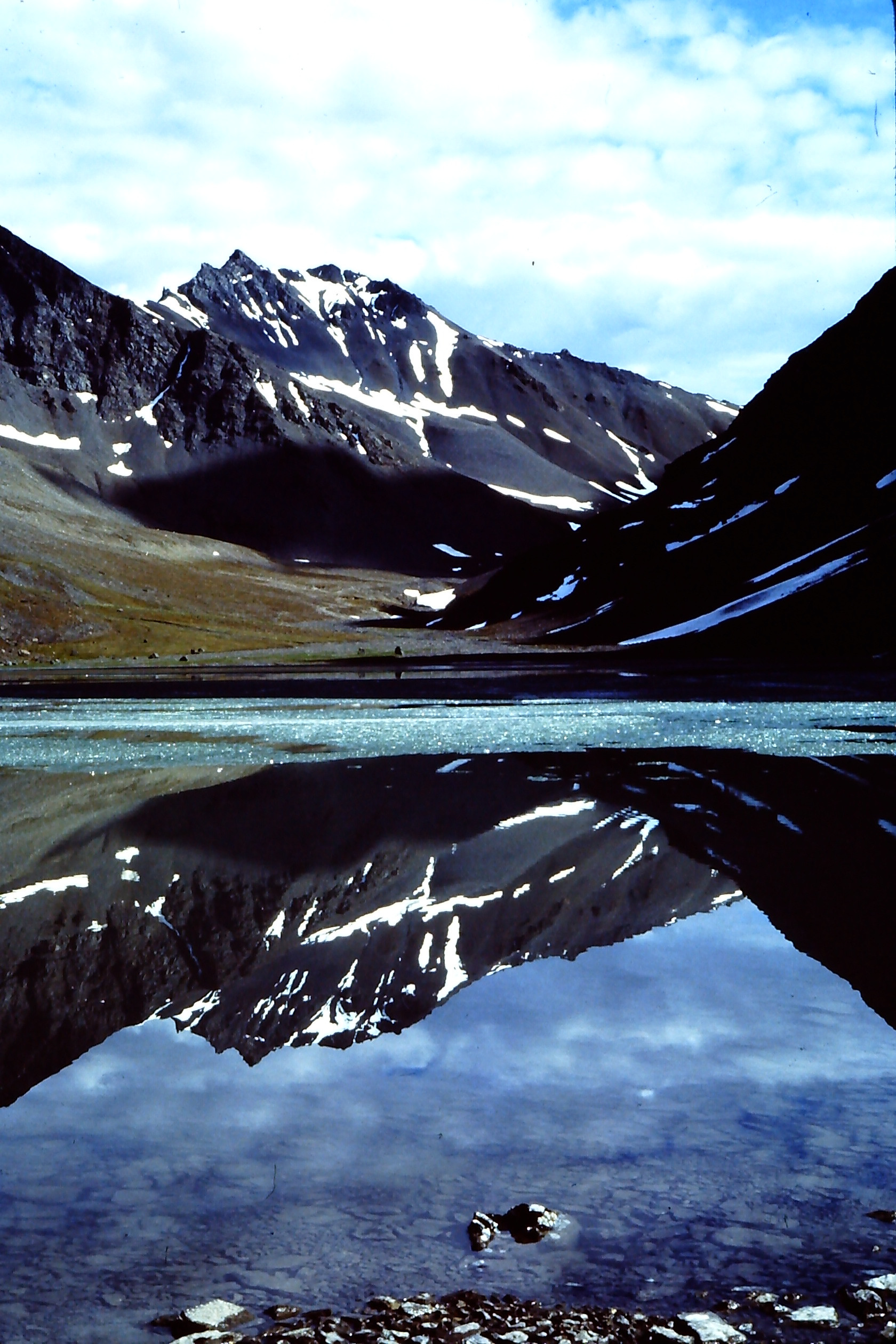
Lac Marshall

L'année de la signature du Wilderness Act, un parc, le Bob Marshall Wilderness, est créé dans le Montana en l'honneur de Bob Marshall. Il abrite au sein de ses 4 000 km2 un des écosystèmes les mieux préservés du monde. Connu sous le nom de The Bob, il est le 5e plus grand espace naturel des 48 états contigus au Montana. Sous l'égide du Wilderness Act, aucun équipement motorisé ou mécanique (bicyclettes et deltaplanes inclus) n'est autorisé dans le parc. Si le camping et la pêche peuvent être autorisés, avec les permis correspondant, aucune route ni bâtiment n'existe dans la région et l'exploitation forestière et minière y est interdite. Le parc abrite de nombreuses espèces, notamment des grizzlis, des lynx, des couguars, des loups, des ours noirs, des orignaux, des wapitis et de nombreuses autres variétés d'oiseaux, de mammifères et de plantes. 
Son nom est également donné au mont Marshall (précédemment appelé Mont Herbet), de 1 330 mètres de hauteur dans les monts Adirondacks ; au camp Bob Marshall dans les Black Hills ; et au lac Marshall dans la chaîne Brooks en Alaska, au nord du cercle polaire arctique. 
La State University of New York College of Environmental Science and Forestry (SUNY ESF) offre des bourses Bob Marshall aux étudiants diplômés et aux enseignants engagés dans la recherche. Elles sont prises en charge par le fonds Bob Marshall Endowed. Dans cette même université, une plaque de bronze commémorant sa contribution à la préservation de la nature orne l'entrée du Hall Marshall, nommé en l'honneur de son père, Louis Marshall.

## Publications

### Articles
- The Problem of the Wilderness (février 1930), The Scientific Monthly, p. 141 - 148
- The Wilderness as a Minority Right (27 août 1928), U.S. Forest Service Bulletin p. 5 - 6
- Forest devastation must stop (28 août 1929), The Nation
- A proposed Remedy for our forest illness (mars 1930), Journal of Forestry
- The Social Management of American Forests (1930), League for Industrial Democracy

### Livres
- (en) Bob Marshall, Arctic Village, New York, The Literary Guild, 1933, 399 p. (ISBN 978-0-912006-51-2)
- (en) Bob Marshall, The People's Forests : On Forestry in America, New York, H. Smith and R. Haas, 1933, 233 p. (ISBN 978-0-87745-805-0)
- (en) Bob Marshall, Alaska Wilderness : Exploring the Central Brooks Range, Berkeley, Univrsity of California Press, 1970 (ISBN 978-0-520-01710-8)